# 羅多皮市鎮
羅多皮市，是保加利亞的城鎮，位於該國中部，由普羅夫迪夫州負責管轄，首府設於普羅夫迪夫，面積523.73平方公里，人口30,674，人口密度每平方公里58.57人。
41°57′25″N 24°34′23″E / 41.95694°N 24.57306°E